# Rhodolaimus poligraphi
Rhodolaimus poligraphi är en rundmaskart. Rhodolaimus poligraphi ingår i släktet Rhodolaimus och familjen Bunonematidae. Inga underarter finns listade i Catalogue of Life.